# تی‌تی التا فلورستا
تی‌تی التا فلورستا (نام علمی: Plecturocebus grovesi) نام یک گونه از زیرخانواده میمون تی‌تی است.